# Por qué Jesús no vuelve
Por qué Jesús no vuelve es una novela del escritor ecuatoriano Benjamín Carrión, publicada en 1963 por la Casa de la Cultura Ecuatoriana. La novela sigue la historia de Juan Antonio Molina, un muchacho de la clase alta lojana que vive en medio de la religiosidad de su ciudad natal y que luego vieja a Quito a realizar sus estudios universitarios. En la obra, Carrión explora las sociedades lojana y quiteña de principios del siglo XX y critica la hipocresía de los círculos conservadores de ambas ciudades. También destaca por ser una de las pocas novelas ecuatorianas de la época en abordar la homosexualidad como una de sus temáticas.
Según relató el autor en el prólogo de la obra, la mayor parte del texto de la misma fue escrito en 1929 y completado décadas después, en 1959.

## Argumento
Juan Antonio Molina era un muchacho que pertenecía a una familia acomodada de Loja en tiempos en que la ciudad era conocida por su carácter religioso, por lo que desde corta edad su pensamiento se vio influenciado por las enseñanzas de la Iglesia Católica. Durante el primer año de colegio, Juan Antonio se une a un grupo de muchachos que molestaba a otro llamado Julio Emilio por ser provinciano, pero luego se acerca a él y convierten en mejores amigos. Durante esos años empiezan a llegar a la ciudad noticias sobre el socialismo, que pasa a ser considerado algo tan malvado como la masonería por los religiosos. Sin embargo, gracias a la influencia de su profesor de álgebra y de su hermano Alberto, Juan Antonio se interesa por el tema y comienza a compartir sus postulados.
Aunque Juan Antonio estaba enamorado de una chica a la que se refería como «Ella», decide iniciar una relación con la Miche, una muchacha de su barrio que le coqueteaba. Posteriormente tienen relaciones sexuales, pero el rumor se propaga y la madre de Juan Antonio decide preparar un viaje a Quito luego de terminar el colegio para que estudie medicina y se aleje de la Miche. Al poco tiempo, Juan Antonio cae enfermo de pulmonía y casi fallece, pero logra recuperarse. Poco antes de cumplir 17 años  acude por última vez a un retiro religioso, donde constata lo mucho que se ha alejado de su antigua devoción a causa de la corrupción e hipocresía de muchas personas religiosas, que entre sus amigos señalan como las razones por las que Jesús de Nazareth no había vuelto.
Al graduarse del colegio, Juan Antonio viaja a Quito, donde poco antes había tenido lugar la Revolución Juliana. Pronto empieza a formar un nuevo grupo de amigos de tendencias socialistas, entre los que destacan Guillermo Donoso y Carlos Nájera, el segundo de los cuales posteriormente le presenta a su madre y a su hermana Catalina. Juan Antonio ingresa al mundo de la alta sociedad quiteña y conoce a Enrique Santa Cruz, considerado el hombre más culto y elegante de la ciudad. Juan Antonio se entera de las fiestas en casa de Santa Cruz, donde reinaban los placeres, las drogas y las orgías, tanto heterosexuales como homosexuales, e inicia una relación con Irene Villaurrutia, la esposa de Santa Cruz, pero ella se ve obligada a abandonar el país tras uno de los escándalos de su esposo.
Luego de graduarse como médico, Juan Antonio regresa a Loja ante la sospecha de que su madre se encontraba enferma, pero para cuando llega ya había fallecido. Juan Antonio regresa a Quito y decide llevar consigo y acoger a dos muchachos lojanos: Eloy Vergara, hijo de un amigo suyo, y Fernando Moreira, hermano de la novia de Julio Emilio. Pasan los años y Juan Antonio se casa con Catalina, la hermana de Carlos Nájera, y tienen un hijo. Pronto le empiezan a llegar rumores de que Fernando estaba frecuentando el grupo de Enrique Santa Cruz, por lo que habla con él y Fernando le confiesa que era homosexual y que, ante la hipocresía de la sociedad, había decidido vivir sin seguir ningún código moral. Luego de una confusa visita a Santa Cruz, Fernando se suicida y Juan Antonio encuentra un cuaderno en que Fernando cuenta la historia de su vida y su atracción por muchachos desde corta edad. En el capítulo final de la novela, Juan Antonio y sus amigos se reúnen en su casa y conversan sobre lo que les ha deparado sus vidas.

## Recepción

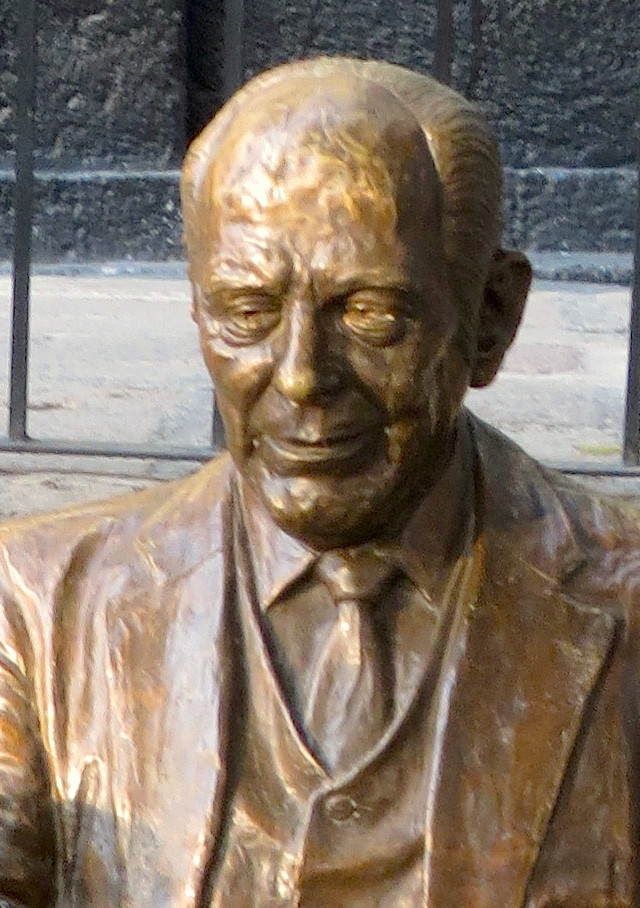
Estatua de Benjamín Carrión.

El académico ecuatoriano Pedro Artieda calificó a la novela como «bello texto» y aseveró que era una obra que debía ser reeditada y leída por nuevas generaciones, además de referirse a Carrión como uno de los mejores novelistas del país. Artieda en particular hizo énfasis en su carácter de «crítica mordaz al catolicismo» y a la doble moral de los círculos conservadores ecuatorianos de la época. El bibliógrafo e investigador Gustavo Salazar, por el contrario, afirmó que Carrión no era tan buen narrador como ensayista y que no recomendaba la lectura de la novela, que de acuerdo a Salazar, Carrión había publicado por «capricho».
En su obra Mi pluma lo mató (1968), el intelectual Clodoveo González criticó varios aspectos de la novela, entre ellos el uso de lenguaje coloquial y de palabras que calificó como «groseras, sucias y hediondas», como por ejemplo los vocablos «pendejo» y «jodido». También criticó la mirada negativa que Carrión da sobre la religión y el empleo reiterado de la palabra «cosa», que de acuerdo a González se repite 429 veces en la novela. El hecho de que algunos personajes mencionen al propio Carrión en algunos pasajes de la novela, por su lado, fue tildado de forma irónica por González como «narcisista admiración hacia su propia grandeza y celebridad».
De acuerdo a Martha Cecilia Machado, el propio Carrión solía ser crítico de su producción novelística, que incluía además a la novela El desencanto de Miguel García (1930), y prefería no hablar sobre estas obras.

## Temáticas
Por qué Jesús no vuelve es notoria por ser una de las pocas obras literarias ecuatorianas de la época en abordar la homosexualidad. De acuerdo al académico Pedro Artieda, la orientación sexual es una de las preocupaciones narrativas de Carrión en la novela, principalmente a través del personaje de Fernando Moreira. Al intentar encontrar hechos durante la infancia de Moreira que pudiesen explicar su homosexualidad, Carrión parece inclinarse por la postura sobre el tema anteriormente sostenida por el psicoanálisis, como además deja ver el uso en la obra del término psiaquiátrico en desuso «inversión sexual» para referirse a la homosexualidad. La novela también empuja la idea de que compartir características consideradas como «femeninas» estaba relacionado con la «inversión sexual» cuando se presenta en personajes masculinos. El más claro ejemplo de ello es el personaje de Enrique Santa Cruz, a quien Artieda compara con el protagonista del cuento «Un hombre muerto a puntapiés» (1926), de Pablo Palacio, y que es presentado en la novela como un esteta corrompido y descrito en los siguientes términos:

Su historia de elegante depravado, refinado, orgullosamente aburrido andaba de boca en boca. Se le atribuían cosas... desde la inversión sexual hasta el asesinato, pasando por el fraude, el vivir de las mujeres, el contrabando de drogas heroicas y la corrupción de menores de ambos sexos.

La caracterización negativa que Carrión realiza de Santa Cruz es similar a la hecha por otros autores ecuatorianos que escribieron sobre la homosexualidad en el siglo XX, entre ellos Joaquín Gallegos Lara, Pedro Jorge Vera y Rafael Díaz Ycaza. No obstante, durante el final de la novela, Carrión toma una postura más simpatética hacia Fernando Moreira que rompe con la caracterización de los escritores antes mencionados al afirmar, en referencia a Fernando: «Maricón. Sí, lo era, pero a nadie hacía daño con ello...»